# Christian Nørgaard
Christian Nørgaard (Copenhague, 10 de marzo de 1994) es un futbolista danés que juega de centrocampista en el Arsenal F. C. de la Premier League.

## Selección nacional
Ha sido internacional en todas las categorías inferiores de la selección de fútbol de Dinamarca y en la absoluta desde octubre de 2020.

### Participaciones en Copas del Mundo
| Mundial                        | Sede  | Resultados   | Partidos | Goles |
| ------------------------------ | ----- | ------------ | -------- | ----- |
| Copa Mundial de Fútbol de 2022 | Catar | Primera fase | 1        | 0     |

### Participaciones en Eurocopas
| Copa          | Sede     | Resultado        | Partidos | Goles |
| ------------- | -------- | ---------------- | -------- | ----- |
| Eurocopa 2020 | Europa   | Semifinal        | 5        | 0     |
| Eurocopa 2024 | Alemania | Octavos de final | 3        | 0     |

## Clubes
| Club            | País       | Año       |
| --------------- | ---------- | --------- |
| Lyngby BK       | Dinamarca  | 2011      |
| Hamburgo S. V.  | Alemania   | 2012-2013 |
| Brondby IF      | Dinamarca  | 2013-2018 |
| ACF Fiorentina  | Italia     | 2018-2019 |
| Brentford F. C. | Inglaterra | 2019-2025 |
| Arsenal F. C.   | Inglaterra | 2025-act. |

## Palmarés

### Títulos nacionales
| Título            | Club       | País      | Año  |
| ----------------- | ---------- | --------- | ---- |
| Copa de Dinamarca | Brøndby IF | Dinamarca | 2018 |